# ماتيلد فيلداور

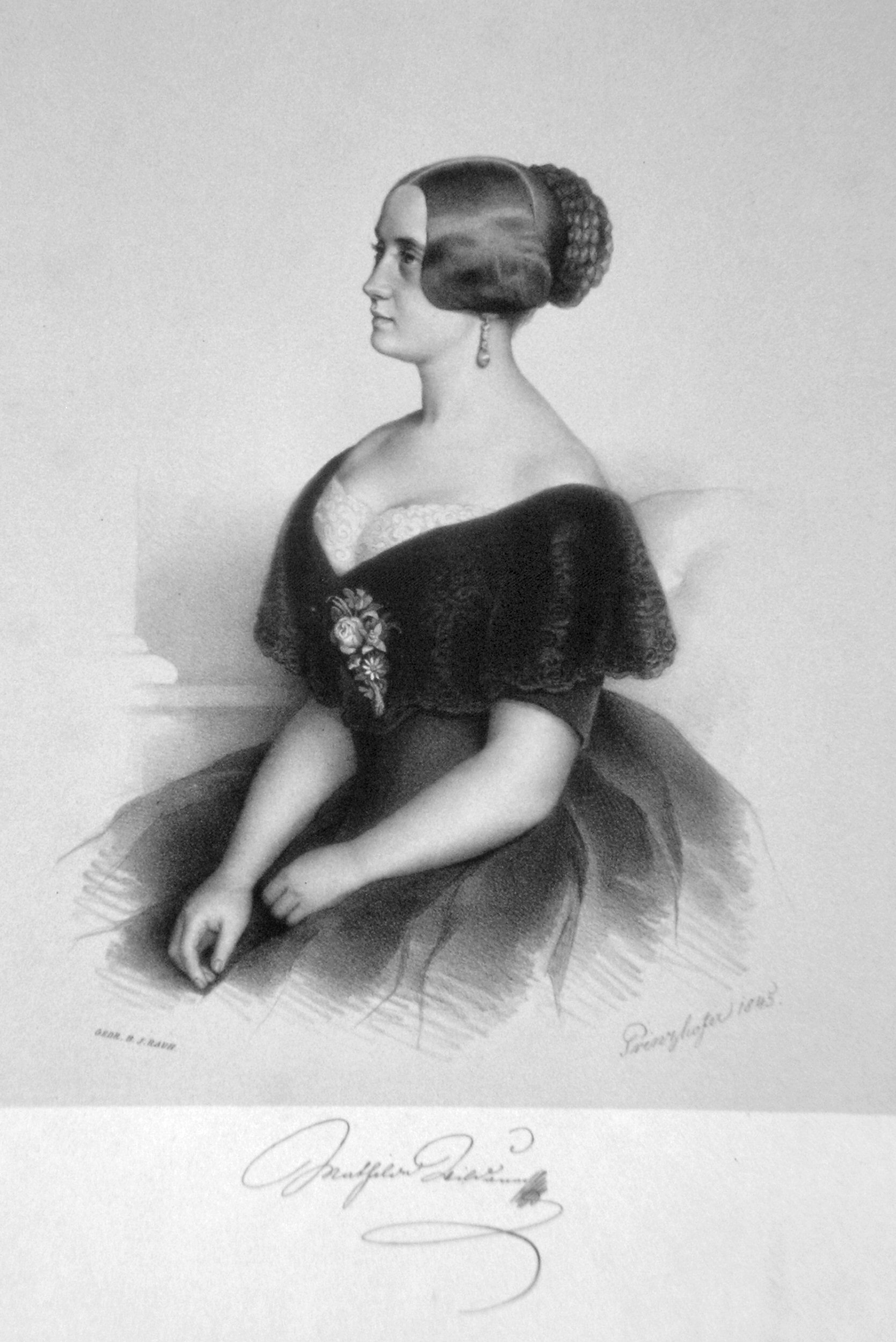
طباعة حجرية بواسطة أوغست برينزهوفر (1845)

ماتيلد فيلداور ولدت7 فبراير 1820 وتوفيت23 ديسمبر 1878كانت ممثلة نمساوية أصبحت لاحقًا سوبرانو أوبرالية، تولت أدوارًا قيادية في مسرح أم كارنتنيرتور في فيينا.

## حياة
ولد فيلداور في فييناإبنة فينزينز فيلداور، سمسار البورصةوزوجته كلارا. كان أول ظهور لها في التمثيل، بعد نجاحها في مسرح الهواة، في مسرح بورغ في عام 1834 بدور سوزيت في فيلم Die Rosen des Herrn von Malesherbes للمخرج أوغست فون كوتسيبو . 

## روابط خارجية
- Supply at least the article title (wstitle parameter) (see help page)

- H. A. Lier (1897), "Wildauer, Mathilde", Allgemeine Deutsche Biographie (ADB) (بالألمانية), Leipzig: Duncker & Humblot, vol. 42, pp. 493–495